# Gächliwil

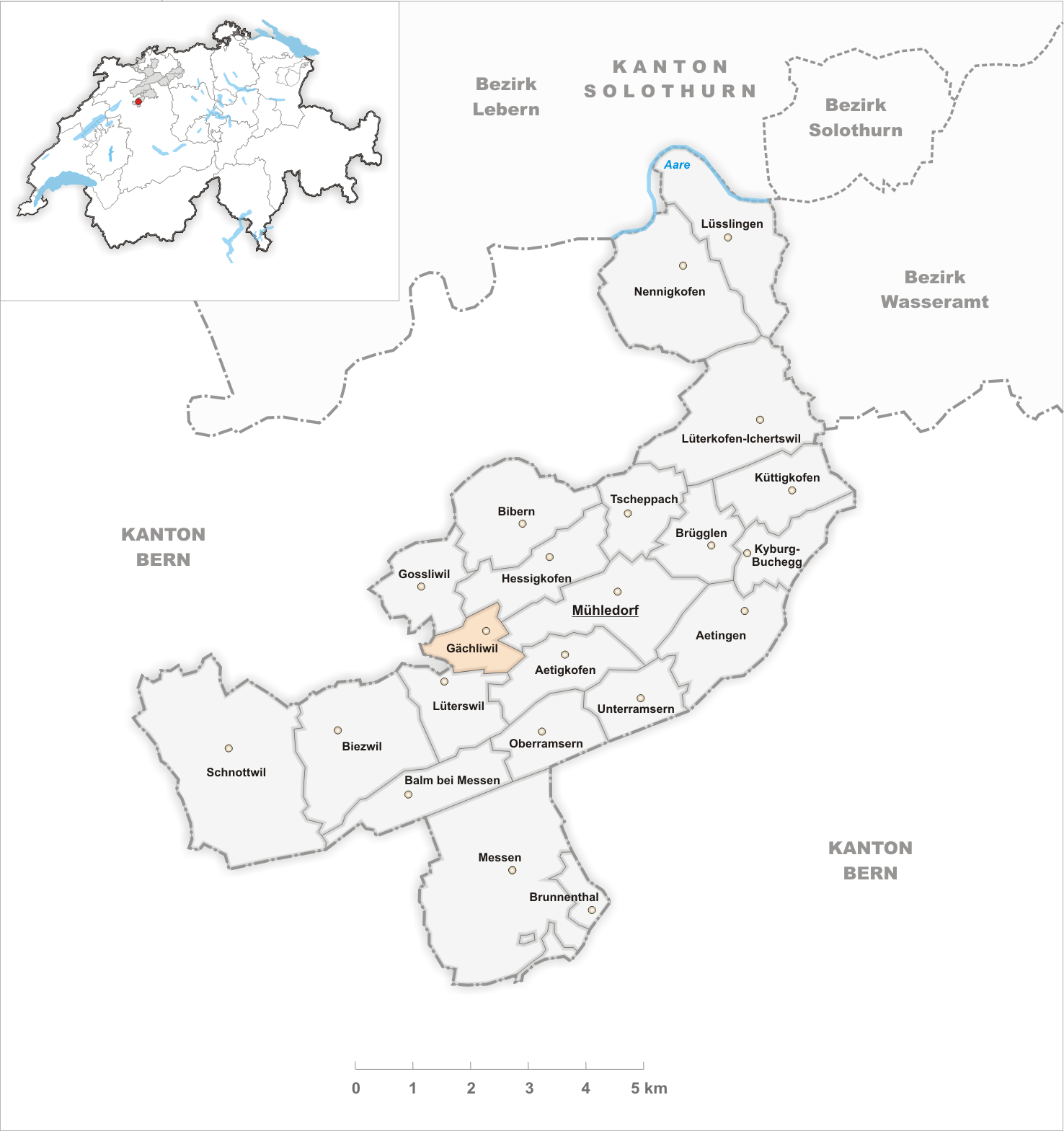
Gemeindestand vor der Fusion am 1. Januar 1995

Gächliwil war eine selbständige politische Gemeinde im Bezirk Bucheggberg, Kanton Solothurn, Schweiz. 1995 fusionierte Gächliwil mit der ehemaligen Gemeinde Lüterswil zur Gemeinde Lüterswil-Gächliwil. Seit 2024 gehört das Dorf zur Gemeinde Buchegg.